# ژان کو (نویسنده)

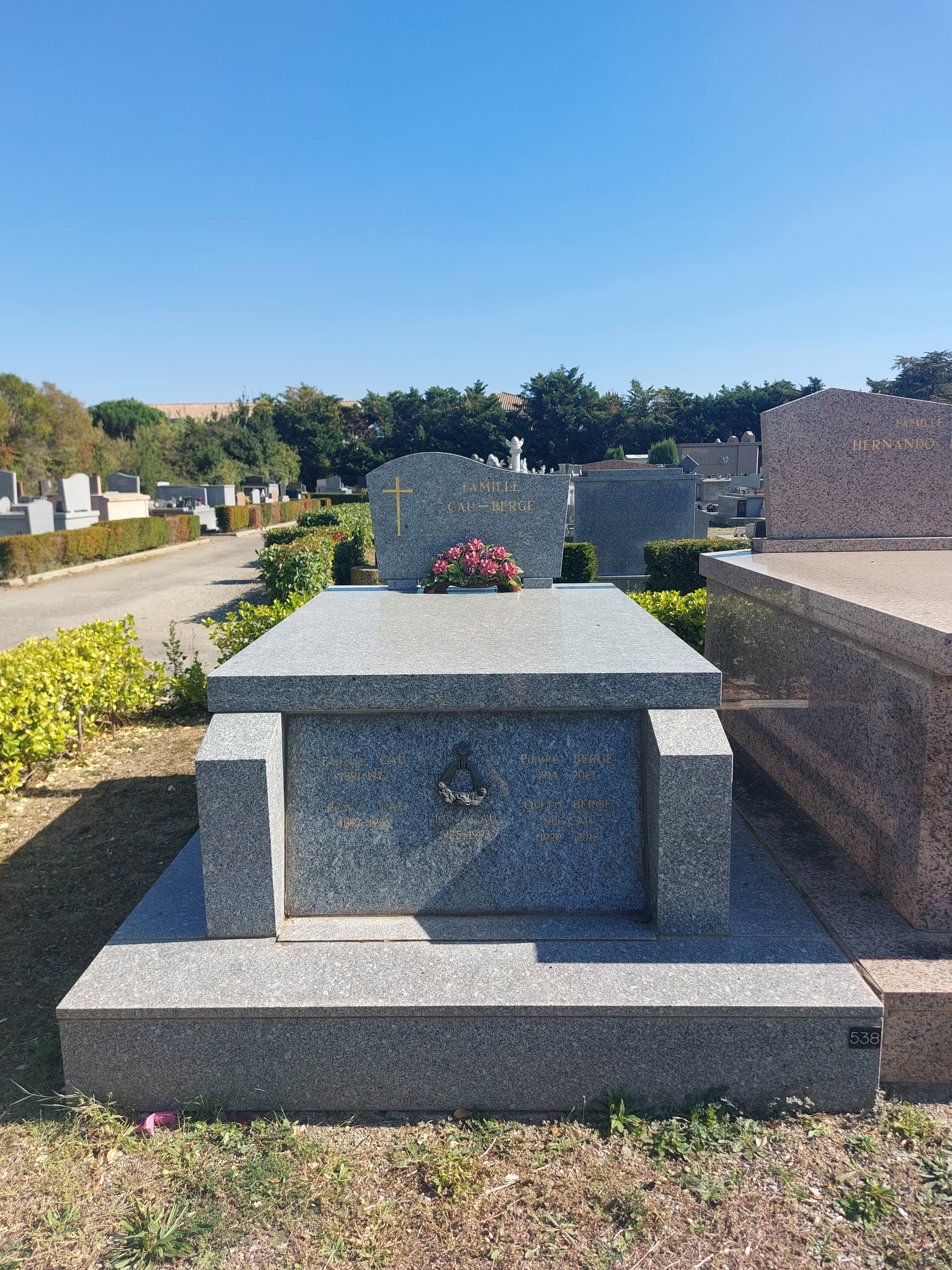
نمایی از سنگ‌مزار ژان کو، نویسنده و روزنامه‌نگار فرانسوی - ۲۰۲۳

ژان کو (Jean Cau) (۸ ژوئیه ۱۹۲۵، در برام، آود - ۱۸ ژوئن ۱۹۹۳) نویسنده و روزنامه‌نگار فرانسوی بود.
او منشی ژان-پل سارتر بود و پس از آن روزنامه‌نگار و گزارشگر اکسپرس، فیگارو و پاری مچ بود. در سال ۱۹۶۱، برای کتاب رحمت خدا، جایزه گنکور را دریافت کرد.
از دهه ۱۹۷۰ به بعد، او به گروه گریس نزدیک شد و نوشته‌های او دارای مضمون پگانیسم نو بود. ژاک مارلاود در مطالعه خود دربارهٔ پگانیسم ادبی و فلسفی معاصر، یک فصل کامل را به کو اختصاص داد.